# Berliner Fußballclub Dynamo 2021-2022
Questa voce raccoglie le informazioni riguardanti il Berliner Fußballclub Dynamo nelle competizioni ufficiali della stagione 2021-2022.

## Stagione
Nella stagione 2021-2022 il Dinamo Berlino, allenato da Christian Benbennek, concluse il campionato di Regionalliga nordest al 1º posto e perse lo spareggio promozione con l'Oldenburg. In Coppa di Germania il Dinamo Berlino fu eliminato al primo turno dallo Stoccarda.

## Rosa
| N. |                     | Ruolo | Calciatore       |
| -- | ------------------- | ----- | ---------------- |
| 3  | Germania (bandiera) | D     | Bastian Schrewe  |
| 4  | Germania (bandiera) | D     | Felix Meyer      |
| 5  | Germania (bandiera) | C     | Marcel Stutter   |
| 6  | Germania (bandiera) | C     | Niklas Brandt    |
| 7  | Germania (bandiera) | C     | Philip Schulz    |
| 8  | Germania (bandiera) | C     | Andreas Pollasch |
| 9  | Germania (bandiera) | A     | Christian Beck   |
| 10 | Germania (bandiera) | C     | Justin Möbius    |
| 11 | Germania (bandiera) | A     | Darryl Geurts    |
| 12 | Moldavia (bandiera) | P     | Dimitru Stajila  |
| 13 | Germania (bandiera) | D     | Chris Reher      |
| 14 | Germania (bandiera) | C     | Joey Breitfeld   |
| 16 | Albania (bandiera)  | D     | Emiliano Zefi    |
| 17 | Germania (bandiera) | D     | Marvin Kleihs    |

| N. |                     | Ruolo | Calciatore         |
| -- | ------------------- | ----- | ------------------ |
| 18 | Germania (bandiera) | C     | Alexander Siebeck  |
| 19 | Germania (bandiera) | A     | Max Klump          |
| 20 | Germania (bandiera) | A     | Justin Reichstein  |
| 21 | Germania (bandiera) | D     | Michael Blum       |
| 23 | Germania (bandiera) | A     | Matthias Steinborn |
| 24 | Germania (bandiera) | C     | Theodor Bergmann   |
| 27 | Ungheria (bandiera) | A     | Andor Bolyki       |
| 29 | Germania (bandiera) | D     | Luca-Rene Heinrich |
| 29 | Germania (bandiera) | A     | Justin Engfer      |
| 31 | Germania (bandiera) | P     | Hugo Paschen       |
| 33 | Germania (bandiera) | D     | Sebastian Hertner  |
| 77 | Germania (bandiera) | D     | Andreas Wiegel     |
| 79 | Germania (bandiera) | P     | Kevin Sommer       |

## Organigramma societario
Area tecnica
- Allenatore: Christian Benbennek
- Allenatore in seconda: Christof Reimann
- Preparatore dei portieri:
- Preparatori atletici:
- Analisi video:

## Calciomercato

### Sessione estiva
| Acquisti | Acquisti          | Acquisti             | Acquisti |
| R.       | Nome              | da                   | Modalità |
| -------- | ----------------- | -------------------- | -------- |
| D        | Felix Meyer       | RB Lipsia U19        |          |
| A        | Christian Beck    | Magdeburgo           |          |
| A        | Darryl Geurts     | Union Fürstenwalde   |          |
| A        | Jan-Pelle Hoppe   | Germania Halberstadt |          |
| A        | Max Klump         | Colonia II           |          |
| C        | Justin Möbius     | Preußen Münster      |          |
| A        | Justin Reichstein | BFC Dynamo U19       |          |
| D        | Bastian Schrewe   | Dinamo Dresda        |          |
| D        | Emiliano Zefi     | BFC Dynamo U19       |          |

| Cessioni | Cessioni            | Cessioni           | Cessioni |
| R.       | Nome                | a                  | Modalità |
| -------- | ------------------- | ------------------ | -------- |
| D        | Tyson Richter       | Sportfreunde Lotte |          |
| C        | Ronny Garbuschewski | Greifswalder       |          |
| C        | Erolind Krasniqi    | Rot-Weiss Essen    |          |
| P        | Damian Schobert     | Rostocker FC       |          |
| C        | Jonas Zickert       | VfB 1921 Krieschow |          |

### Sessione invernale
| Acquisti | Acquisti          | Acquisti        | Acquisti |
| R.       | Nome              | da              | Modalità |
| -------- | ----------------- | --------------- | -------- |
| C        | Theodor Bergmann  | Carl Zeiss Jena |          |
| D        | Sebastian Hertner | Türkgücü        |          |

| Cessioni | Cessioni        | Cessioni              | Cessioni |
| R.       | Nome            | a                     | Modalità |
| -------- | --------------- | --------------------- | -------- |
| A        | Jan-Pelle Hoppe | Eintracht Norderstedt |          |

## Risultati

### Regionalliga nordest

#### Girone di andata
| Arbitro: | Kluge |

|            |           |                                           |
| Berger 24’ | Marcatori | 14’ Beck 51’ Geurts 68’ Kleihs 90’ Bolyki |

| Arbitro: | Allwardt |

|                          |           |                |
| Steinborn 12’ Bolyki 90’ | Marcatori | 54’ Engelhardt |

| Arbitro: | Bartnitzki |

|  |           |                       |
|  | Marcatori | 6’ Beck 30’ Steinborn |

| Arbitro: | Müller |

|                            |           |  |
| Beck 42’ (rig.) Bolyki 82’ | Marcatori |  |

| Arbitro: | Klemm |

|                        |           |                                 |
| Kadrić 32’ Förster 46’ | Marcatori | 40’ Beck 73’ Geurts 78’ Siebeck |

| Arbitro: | Albert |

|                                                           |           |  |
| Stutter 27’ Beck 43’, 58’, 84’ Loder 64’ (aut.) Klump 82’ | Marcatori |  |

| Arbitro: | Bartnitzki |

|                       |           |             |
| Frahn 35’ Wegener 56’ | Marcatori | 41’ Stutter |

| Arbitro: | Waegert |

|                             |           |           |
| Beck 10’ (rig.) Siebeck 90’ | Marcatori | 3’ Bremer |

| Arbitro: | Müller |

|                                      |           |                                 |
| Gayret 61’ (rig.) Stutter 65’ (aut.) | Marcatori | 15’ Siebeck 51’ Beck 80’ Bolyki |

| Arbitro: | Schipke |

|                      |           |  |
| Klump 36’ Bolyki 90’ | Marcatori |  |

| Arbitro: | Albert |

|             |           |              |
| Schmahl 70’ | Marcatori | 15’ Pollasch |

| Arbitro: | Wartmann |

|            |           |              |
| Bolyki 90’ | Marcatori | 61’ Pagliuca |

| Arbitro: | Rauschenberg |

|                  |           |           |
| Zingu 36’ (aut.) | Marcatori | 8’ Muiomo |

| Arbitro: | Hagemann |

|                      |           |  |
| Eisele 14’ Krauß 53’ | Marcatori |  |

| Arbitro: | Weißbach |

|                                            |           |  |
| Blum 1’ Beck 20’ Geurts 61’, 73’ Hoppe 84’ | Marcatori |  |

| Arbitro: | Kluge |

|  |           |          |
|  | Marcatori | 13’ Beck |

| Arbitro: | Bringmann |

|                                          |           |                                |
| Geurts 7’ Beck 10’, 20’, 84’ Stutter 37’ | Marcatori | 4’ Martynets 44’ (rig.) Stagge |

| Arbitro: | Hagemann |

|             |           |                                     |
| Gjasula 37’ | Marcatori | 20’ Wiegel 52’ Geurts 87’ Breitfeld |

| Arbitro: | Köppen |

|                     |           |  |
| Wiegel 38’ Blum 51’ | Marcatori |  |

#### Girone di ritorno
| Arbitro: | Dallmann |

|            |           |                       |
| Bolyki 85’ | Marcatori | 14’ Voufack 51’ Ziane |

| Arbitro: | Albert |

|                |           |             |
| Engelhardt 58’ | Marcatori | 38’ Siebeck |

| Arbitro: | Rauschenberg |

|                                                                        |           |  |
| Bolyki 14’ Beck 35’ (rig.) Siebeck 65’, 72’ Breitfeld 77’ Heinrich 88’ | Marcatori |  |

| Arbitro: | Lossius |

|  |           |                    |
|  | Marcatori | 4’ Bolyki 53’ Beck |

| Arbitro: | Allwardt |

|                                   |           |  |
| Brandt 37’ Steinborn 74’ Beck 77’ | Marcatori |  |

| Arbitro: | Albert |

|  |           |                          |
|  | Marcatori | 10’, 61’ Bolyki 28’ Beck |

| Arbitro: | Sather |

|          |           |  |
| Beck 22’ | Marcatori |  |

| Arbitro: | Markhoff |

|               |           |  |
| Grüneberg 74’ | Marcatori |  |

| Arbitro: | Waegert |

|               |           |  |
| Breitfeld 37’ | Marcatori |  |

| Arbitro: | Kluge |

|               |           |           |
| Osmanoski 13’ | Marcatori | 30’ Reher |

| Arbitro: | Gaunitz |

|                           |           |  |
| Siebeck 61’ Breitfeld 88’ | Marcatori |  |

| Arbitro: | Bartnitzki |

|                     |           |                                   |
| Pagliuca 90’ (rig.) | Marcatori | 31’ Bolyki 73’ Beck 77’ Steinborn |

| Arbitro: | Albert |

|  |           |                                             |
|  | Marcatori | 40’ Brandt 57’ Beck 64’ Bolyki 80’ Pollasch |

| Arbitro: | Klemm |

|            |           |                       |
| Siebeck 4’ | Marcatori | 8’, 82’ (rig.) Eisele |

| Arbitro: | Weißbach |

|                     |           |                                 |
| Frangos 9’ Weiß 75’ | Marcatori | 57’ (aut.) Schmidt 90’ Pollasch |

| Arbitro: | Burda |

|                   |           |  |
| Brandt 83’ (rig.) | Marcatori |  |

| Arbitro: | Albert |

|          |           |            |
| Rode 80’ | Marcatori | 33’ Bolyki |

| Arbitro: | Müller |

|          |           |                                |
| Beck 17’ | Marcatori | 24’ Fontein 26’ (aut.) Hertner |

| Arbitro: | Vierock |

|                    |           |                                            |
| Manske 5’ Uzan 58’ | Marcatori | 28’ Geurts 45’ Beck 47’ Bolyki 54’ Siebeck |

### Spareggio promozione intergirone
| Arbitro: | Winter |

|  |           |                    |
|  | Marcatori | 28’, 78’ Ziętarski |

| Arbitro: | Alt |

|            |           |                       |
| Wegner 34’ | Marcatori | 44’ Brandt 90’ Bolyki |

### Coppa di Germania
| Arbitro: | Müller |

|  |           |                                                                             |
|  | Marcatori | 26’ Ghaddioui 45’ Sosa 53’ Mavropanos 68’ Klimowicz 82’ Sankoh 88’ Čurlinov |

## Statistiche

### Statistiche di squadra
| Competizione                     | Punti | In casa | In casa | In casa | In casa | In casa | In casa | In trasferta | In trasferta | In trasferta | In trasferta | In trasferta | In trasferta | Totale | Totale | Totale | Totale | Totale | Totale | DR  |
| Competizione                     | Punti | G       | V       | N       | P       | Gf      | Gs      | G            | V            | N            | P            | Gf           | Gs           | G      | V      | N      | P      | Gf     | Gs     | DR  |
| -------------------------------- | ----- | ------- | ------- | ------- | ------- | ------- | ------- | ------------ | ------------ | ------------ | ------------ | ------------ | ------------ | ------ | ------ | ------ | ------ | ------ | ------ | --- |
| Regionalliga                     | 82    | 19      | 14      | 2       | 3       | 45      | 12      | 19           | 11           | 5            | 3            | 39           | 20           | 38     | 25     | 7      | 6      | 84     | 32     | +52 |
| Spareggio promozione intergirone | -     | 1       | 0       | 0       | 1       | 0       | 2       | 1            | 1            | 0            | 0            | 2            | 1            | 2      | 1      | 0      | 1      | 2      | 3      | -1  |
| Coppa di Germania                | -     | 1       | 0       | 0       | 1       | 0       | 6       | 0            | 0            | 0            | 0            | 0            | 0            | 1      | 0      | 0      | 1      | 0      | 6      | -6  |
| Totale                           | 82    | 21      | 14      | 2       | 5       | 45      | 20      | 20           | 12           | 5            | 3            | 41           | 21           | 41     | 26     | 7      | 8      | 86     | 41     | +45 |

### Andamento in campionato
| Giornata  | 1 | 2 | 3 | 4 | 5 | 6 | 7 | 8 | 9 | 10 | 11 | 12 | 13 | 14 | 15 | 16 | 17 | 18 | 19 | 20 | 21 | 22 | 23 | 24 | 25 | 26 | 27 | 28 | 29 | 30 | 31 | 32 | 33 | 34 | 35 | 36 | 37 | 38 |
| --------- | - | - | - | - | - | - | - | - | - | -- | -- | -- | -- | -- | -- | -- | -- | -- | -- | -- | -- | -- | -- | -- | -- | -- | -- | -- | -- | -- | -- | -- | -- | -- | -- | -- | -- | -- |
| Luogo     | T | C | T | C | T | C | T | C | T | C  | T  | C  | C  | T  | C  | T  | C  | T  | C  | C  | T  | C  | T  | C  | T  | C  | T  | C  | T  | C  | T  | T  | C  | T  | C  | T  | C  | T  |
| Risultato | V | V | V | V | V | V | P | V | V | V  | N  | N  | N  | P  | V  | V  | V  | V  | V  | P  | N  | V  | V  | V  | V  | V  | P  | V  | N  | V  | V  | V  | P  | N  | V  | N  | P  | V  |
| Posizione | 2 | 2 | 1 | 1 | 1 | 1 | 1 | 1 | 1 | 1  | 1  | 1  | 2  | 2  | 2  | 2  | 2  | 1  | 1  | 1  | 1  | 1  | 1  | 1  | 1  | 1  | 1  | 1  | 1  | 1  | 1  | 1  | 1  | 1  | 1  | 1  | 1  | 1  |

Legenda:

Luogo: C = Casa; T = Trasferta. Risultato: V = Vittoria; N = Pareggio; P = Sconfitta.

### Statistiche dei giocatori
| Giocatore     | Spareggio | Spareggio | Spareggio   | Spareggio  | Regionalliga | Regionalliga | Regionalliga | Regionalliga | Coppa di Germania | Coppa di Germania | Coppa di Germania | Coppa di Germania | Totale   | Totale | Totale      | Totale     |
| Giocatore     | Presenze  | Reti      | Ammonizioni | Espulsioni | Presenze     | Reti         | Ammonizioni  | Espulsioni   | Presenze          | Reti              | Ammonizioni       | Espulsioni        | Presenze | Reti   | Ammonizioni | Espulsioni |
| ------------- | --------- | --------- | ----------- | ---------- | ------------ | ------------ | ------------ | ------------ | ----------------- | ----------------- | ----------------- | ----------------- | -------- | ------ | ----------- | ---------- |
| C. Beck       | 2         | 0         | 1           | 0          | 38           | 23           | 3            | 0            | 1                 | 0                 | 0                 | 0                 | 41       | 23     | 4           | 0          |
| T. Bergmann   | 0         | 0         | 0           | 0          | 12           | 0            | 1            | 0            | 0                 | 0                 | 0                 | 0                 | 12       | 0      | 1           | 0          |
| M. Blum       | 2         | 0         | 1           | 0          | 35           | 2            | 4            | 0            | 1                 | 0                 | 0                 | 0                 | 38       | 2      | 5           | 0          |
| A. Bolyki     | 2         | 1         | 0           | 0          | 36           | 15           | 3            | 0            | 1                 | 0                 | 1                 | 0                 | 39       | 16     | 4           | 0          |
| N. Brandt     | 2         | 1         | 2           | 0          | 23           | 3            | 5            | 0            | 1                 | 0                 | 0                 | 0                 | 26       | 4      | 7           | 0          |
| C. Braun      | 0         | 0         | 0           | 0          | 0            | 0            | 0            | 0            | 0                 | 0                 | 0                 | 0                 | 0        | 0      | 0           | 0          |
| J. Breitfeld  | 2         | 0         | 0           | 0          | 37           | 4            | 4            | 1            | 1                 | 0                 | 0                 | 0                 | 40       | 4      | 4           | 1          |
| J. Engfer     | 0         | 0         | 0           | 0          | 0            | 0            | 0            | 0            | 0                 | 0                 | 0                 | 0                 | 0        | 0      | 0           | 0          |
| D. Geurts     | 2         | 0         | 0           | 0          | 33           | 7            | 2            | 0            | 1                 | 0                 | 0                 | 0                 | 36       | 7      | 2           | 0          |
| L. Heinrich   | 0         | 0         | 0           | 0          | 2            | 1            | 0            | 0            | 0                 | 0                 | 0                 | 0                 | 2        | 1      | 0           | 0          |
| S. Hertner    | 2         | 0         | 0           | 0          | 14           | 0            | 5            | 0            | 0                 | 0                 | 0                 | 0                 | 16       | 0      | 5           | 0          |
| J. Hoppe      | 0         | 0         | 0           | 0          | 15           | 1            | 2            | 0            | 0                 | 0                 | 0                 | 0                 | 15       | 1      | 2           | 0          |
| M. Kleihs     | 2         | 0         | 0           | 0          | 3            | 1            | 0            | 0            | 0                 | 0                 | 0                 | 0                 | 5        | 1      | 0           | 0          |
| M. Klump      | 2         | 0         | 1           | 0          | 15           | 2            | 1            | 0            | 1                 | 0                 | 0                 | 0                 | 18       | 2      | 2           | 0          |
| F. Meyer      | 0         | 0         | 0           | 0          | 22           | 0            | 3            | 0            | 0                 | 0                 | 0                 | 0                 | 22       | 0      | 3           | 0          |
| J. Möbius     | 0         | 0         | 0           | 0          | 17           | 0            | 2            | 0            | 1                 | 0                 | 0                 | 0                 | 18       | 0      | 2           | 0          |
| H. Paschen    | 0         | 0         | 0           | 0          | 0            | 0            | 0            | 0            | 0                 | 0                 | 0                 | 0                 | 0        | 0      | 0           | 0          |
| A. Pollasch   | 2         | 0         | 0           | 0          | 34           | 3            | 10           | 0            | 1                 | 0                 | 0                 | 0                 | 37       | 3      | 10          | 0          |
| C. Reher      | 2         | 0         | 1           | 0          | 37           | 1            | 6            | 0            | 1                 | 0                 | 0                 | 0                 | 40       | 1      | 7           | 0          |
| J. Reichstein | 0         | 0         | 0           | 0          | 2            | 0            | 0            | 0            | 0                 | 0                 | 0                 | 0                 | 2        | 0      | 0           | 0          |
| B. Schrewe    | 0         | 0         | 0           | 0          | 5            | 0            | 0            | 0            | 0                 | 0                 | 0                 | 0                 | 5        | 0      | 0           | 0          |
| P. Schulz     | 2         | 0         | 0           | 0          | 25           | 0            | 6            | 0            | 1                 | 0                 | 1                 | 0                 | 28       | 0      | 7           | 0          |
| A. Siebeck    | 2         | 0         | 0           | 0          | 36           | 9            | 5            | 1            | 1                 | 0                 | 0                 | 0                 | 39       | 9      | 5           | 1          |
| K. Sommer     | 0         | 0         | 0           | 0          | 1            | 0            | 0            | 0            | 0                 | 0                 | 0                 | 0                 | 1        | 0      | 0           | 0          |
| D. Stajila    | 2         | 0         | 0           | 0          | 37           | 0            | 1            | 0            | 1                 | 0                 | 0                 | 0                 | 40       | 0      | 1           | 0          |
| M. Steinborn  | 2         | 0         | 1           | 0          | 21           | 4            | 3            | 0            | 1                 | 0                 | 1                 | 0                 | 24       | 4      | 5           | 0          |
| M. Stutter    | 0         | 0         | 0           | 0          | 24           | 3            | 3            | 2            | 1                 | 0                 | 0                 | 0                 | 25       | 3      | 3           | 2          |
| A. Wiegel     | 2         | 0         | 0           | 0          | 19           | 2            | 6            | 0            | 0                 | 0                 | 0                 | 0                 | 21       | 2      | 6           | 0          |
| E. Zefi       | 0         | 0         | 0           | 0          | 3            | 0            | 0            | 0            | 0                 | 0                 | 0                 | 0                 | 3        | 0      | 0           | 0          |